# Gobioninae
La sottofamiglia Gobioninae comprende 205 specie di pesci d'acqua dolce appartenenti alla famiglia Cyprinidae.

## Generi
- Abbottina
- Acanthogobio
- Belligobio
- Biwia
- Coreius
- Coreoleuciscus
- Gnathopogon
- Gobio
- Gobiobotia
- Gobiocypris
- hemibarbius
- Ladislavia
- Mesogobio
- Microphysogobio
- Paracanthobrama
- Paraleucogobio
- Parasqualidus
- Platysmacheilus
- Pseudogobio
- Pseudopungtungia
- Pseudorasbora
- Pungtungia
- Rhinogobio
- Romanogobio
- Rostrogobio
- Sarcocheilichthys
- Saurogobio
- Squalidus
- Xenophysogobio